# Cityboard Media
Cityboard Media – firma specjalizująca się w reklamie zewnętrznej i usługach cyfrowych (reklama w internecie). Jedna z największych tego typu w Polsce. Powstała w 1996 roku. Założycielem i prezesem firmy jest Michał Stan, który w zarządzie spółki zasiada razem z Marcinem Stan. Funkcję Pełnomocnika Zarządu pełni Andrzej Grudziński. Firma posiada kilka tysięcy billboardów w 63 miastach w całej Polsce i jako jedyna na rynku drukuje plakaty outdoorowe na ekologicznym podłożu – ekoplakacie. Organizacja należy do Business Centre Club. Swoją siedzibę do lutego 2021 r. miała w Zebra Tower. Aktualnie firma mieści się w willi przy ulicy Ludwika Narbutta 30, na warszawskim Mokotowie. Cityboard Media jest właścicielem sieci ekranów LED w Warszawie Ecolight. Sieć uruchomiono w 2011 roku. 16 listopada 2020 r., firma po raz trzeci zmieniła swoją identyfikację wizualną. W grudniu 2020 r. firma jako pierwsza w Polsce uruchomiła e-sklep z nośnikami reklamy zewnętrznej, który funkcjonuje pod nazwą Cityboard Online. 

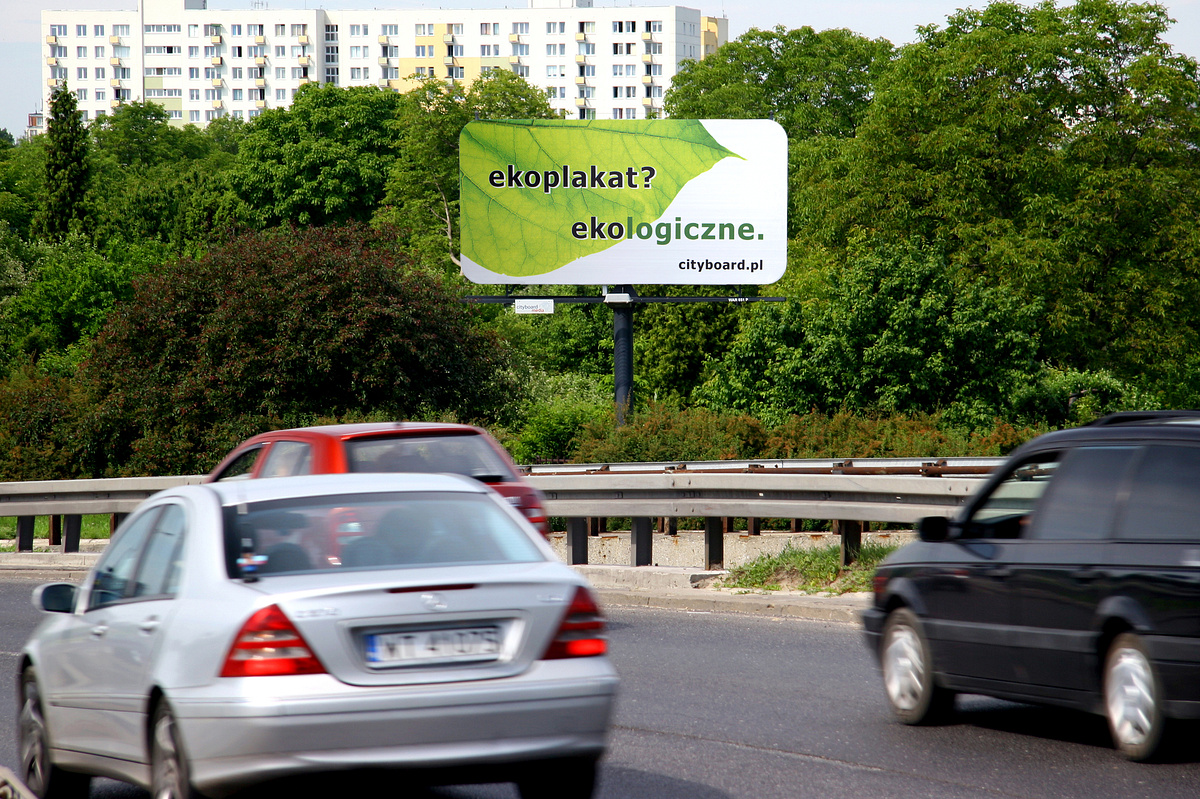
Nośnik firmy Cityboard Media. Określany jako cityboard. Format 6x3 metra.

Cityboard Media od 2020 roku jest oficjalnym Partnerem platformy TikTok w Polsce.
Do Cityboard Media należy agencja Cityboard Digital - dom mediowy z kompetencjami agencji kreatywnej. 

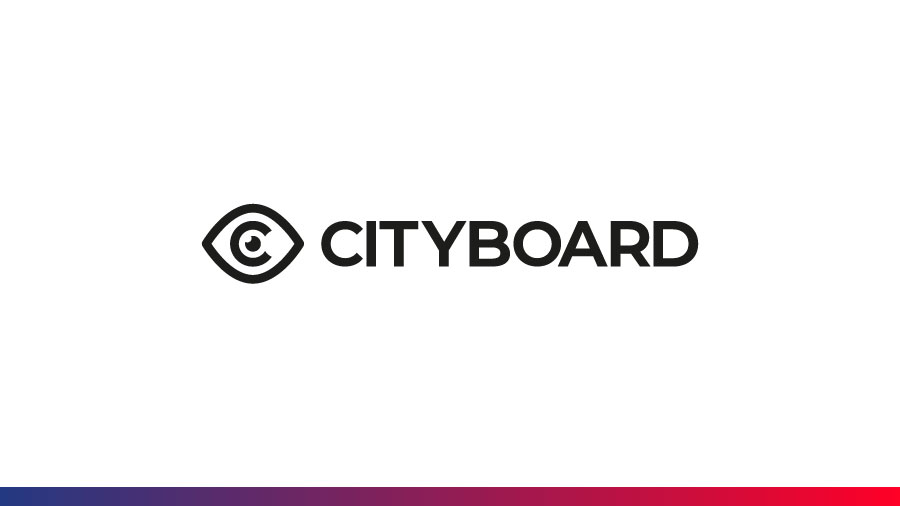
Nowe logo Cityboard Media, które wprowadzono 16.11.2020 r.